# شولک
نقشهٔ شولک
شولک، روستایی در ۱۵ کیلومتری شمال شرقی جفتان و از توابع بخش مرکزی شهرستان تفرش در استان مرکزی ایران است.

## جمعیت
این روستا در دهستان رودبار قرار دارد و براساس سرشماری مرکز آمار ایران در سال ۱۳۸۵، جمعیت آن ۵۷ نفر (۲۱خانوار) بوده‌است.